# Francesc Fàbregas i Vehil

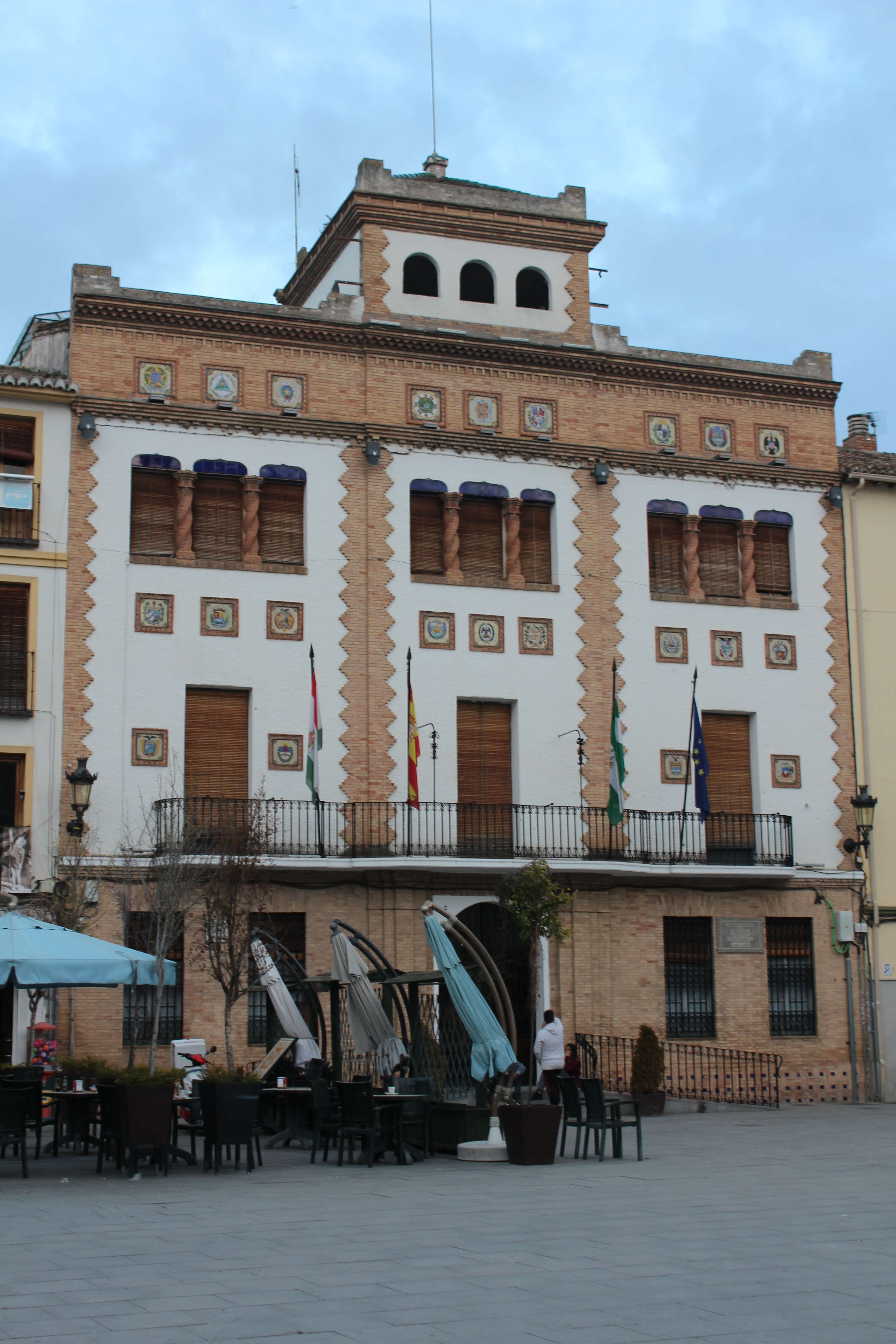
Ajuntament de Santa Fe (Granada), de Francesc Fàbregas (1931)

Francesc Fàbregas i Vehil (Barcelona, 1901 - L'Havana, 19 de març de 1983) va ser un arquitecte racionalista català, membre del GATCPAC.

## Biografia
Va estudiar a l'Escola Tècnica Superior d'Arquitectura de Barcelona, on es va titular el 1925. Instal·lat a Sevilla, des de 1927 va treballar com a arquitecte per a l'empresa Técnica de Construcción S.A., amb seu a Barcelona i Madrid, per a la qual va realitzar els projectes d'ajuntament, col·legi, mercat, escorxador i obres de pavimentació i clavegueram per a la ciutat de Santa Fe (Granada). El col·legi (Colegio Nacional Reyes Católicos) va ser construït el 1930. L'ajuntament, construït el 1931, és d'estil neomudèjar, amb una façana composta per maons i plaques de ceràmica vidrada d'estil àrab. Entre 1927 i 1928 va realitzar el cementiri de Gata de Gorgos (Alacant), així com un dipòsit i un projecte de pont per a aquesta localitat.
El 1929 va elaborar amb Ricardo de Churruca i Germà Rodríguez i Arias un projecte de plaça de toros per a l'exposició Arquitectura Nova a les Galeries Dalmau de Barcelona.
El 1931 va realitzar diverses obres a Sevilla, com el xalet per a María Zenaida Queralt y López, marquesa de Campo-Nuevo, al carrer Cardenal Ilundain (desaparegut), i dues cases i magatzems per a Juan Sangrán González de Velasco, al passatge Esquivel.
De retorn a Barcelona el 1932, on va compartir estudi amb Rodríguez Arias i Churruca, l'1 de gener de 1933 es va integrar al GATCPAC (Grup d'Arquitectes i Tècnics Catalans per al Progrés de l'Arquitectura Contemporània). Aquest grup va abordar l'arquitectura amb voluntat renovadora i alliberadora del classicisme noucentista, així com la d'introduir a Espanya els nous corrents internacionals derivats del racionalisme practicat a Europa per arquitectes com Le Corbusier, Ludwig Mies van der Rohe, Walter Gropius i J.J.P. Oud. El GATCPAC defensava la realització de càlculs científics en la construcció, així com la utilització de nous materials, com les plaques de fibrociment o uralita, a més de materials més lleugers com el vidre.

De les obres col·lectives dissenyades pel grup, Fàbregas va ser nomenat director del projecte de la Ciutat de Repòs i Vacances, un projecte integrat dins del Pla Macià que preveia un vast complex destinat a l'oci que se situaria a les platges de Viladecans, Gavà i Castelldefels, finalment no realitzat.
El 1933 va ser autor d'un projecte no realitzat de construcció estàndard per a camps d'aterratge de la Generalitat republicana. A l'any següent va elaborar amb Raimon Duran i Reynals un projecte de parvulari i escola graduada per a Pineda de Mar, així com un habitatge particular a Aiguafreda i l'edifici de Viñas Goig-desperdicios de algodón S. A., a Sant Adrià de Besòs.
El 1935 va construir a Barcelona un edifici d'habitatges a la Ronda de Sant Pau, un edifici residencial al carrer Grassot, la casa Soler i Aguilar al carrer Fransa i l'edifici residencial i cinema de Fèlix Llobet, al carrer de París 193-199. Aquest any va realitzar també l'Escorxador Municipal de Camas (Sevilla) i els projectes de Mercat de Proveïments, Sala-Hospital de Primers Auxilis, Escorxador Municipal, Casa Consistorial, Grup Escolar Mixt amb habitatge del professorat i proveïment d'aigües potables i clavegueram per a Cúllar-Baza (Granada), cap d'ells executat.
Afiliat al PSUC el 1936, i al Sindicat d'Arquitectes de Catalunya el 1937, aquest any va ser nomenat sotssecretari del Departament d'Obres Públiques de la Generalitat de Catalunya i arquitecte assessor del Departament de Construcció del Consell d'Economia de Catalunya. Va ser coautor, amb Joan Grijalbo, de l'estudi Municipalització de la propietat urbana (1937). El 1938 va ser cridat a files com a oficial de l'exèrcit republicà.
Després de la guerra civil, inhabilitat per a l'exercici de la seva professió pel Col·legi d'Arquitectes de Catalunya, dominat per les noves autoritats franquistes, es va exiliar a Cuba, on va sobreviure com a comercial de productes per a la construcció. Després del triomf de la revolució castrista, va ser professor en la Universitat de l'Havana i va participar en la redacció de la legislació urbanística del nou govern. També va participar en el projecte per a la ciutat escolar Camilo Cienfuegos i va ser nomenat cap del Departament de Construcció de la Junta Central de Planificació (JUCEPLAN), i cap d'Habitatges i Serveis Comunals de l'Havana. Va col·laborar amb la revista Per Catalunya, publicada per catalans exiliats a Cuba.
El 1978 va tornar a Barcelona, però després d'intentar sense èxit ser readmès en el Col·legi d'Arquitectes de Catalunya va tornar a Cuba, on va morir el 1983.